# Instituto Guillermo Subercaseaux
El Instituto Guillermo Subercaseaux (IGS) es un instituto profesional chileno especialista en Finanzas, que ofrece formación para la banca y el sector financiero.
La institución estuvo acreditada por la Comisión Nacional de Acreditación en las áreas de gestión institucional y docencia de pregrado por 5 años, entre diciembre de 2017 hasta diciembre de 2022. Actualmente se encuentra en proceso de reacreditación.

## Historia

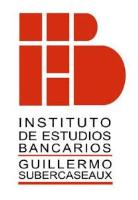
Antiguo logo del instituto profesional

El Instituto Guillermo Subercaseaux fue fundado en 1929, con el nombre de Instituto de Estudios Bancarios, por el directorio del Banco Central de Chile, con el objetivo de formar y capacitar profesionalmente a personas para el sector financiero.
Hasta mediados de los años setenta funciona bajo el alero del Banco Central, pero una vez que adquiere independencia del instituto emisor, se le concede el nombre de Instituto de Estudios Bancarios Guillermo Subercaseaux, en reconocimiento a quien fuera su primer presidente, y a su vez, presidente del Banco Central de Chile en el momento de la fundación del Instituto.
Su fundador Guillermo Subercaseaux Pérez, ingeniero civil de la Universidad  de Chile (1894), fue profesor de economía política en la Universidad de Chile y realizó diversos trabajos en Alemania, Bélgica, Francia y Estados Unidos. Además de ejercer un rol de gran importancia en el Desarrollo Bancario de Chile, como diputado, Senador,  Ministro de Hacienda y Presidente del Banco Central (BCN, 2012).
El año 1982, el Ministerio de Educación (MINEDUC) otorgó reconocimiento al Instituto Guillermo Subercaseaux para operar como Instituto Profesional, según Decreto Exento de Educación N.º 6, de fecha 12 de enero de 1982.
El 13 de enero de 2004, según resolución exenta N.º 375, el MINEDUC declara la plena autonomía del Instituto Guillermo Subercaseaux. De esta forma, el Instituto queda autorizado para otorgar en forma independiente toda clase de títulos técnicos y títulos profesionales que no requieren licenciatura.
El Instituto fue acreditado por la Comisión Nacional de Acreditación por un plazo de 5 años (2017-2022) en las áreas de gestión Institucional y docencia de pregrado.
Durante el año 2012 el IGS sometió a acreditación las carreras de Ingeniería Financiera y Técnico Financiero, obteniendo el máximo de 7 años en cada una de ellas.
La institución informó su decisión de cierre voluntario en septiembre del 2021, lo que significa que dejará de recibir estudiantes nuevos, manteniendo la oferta académica solamente para estudiantes antiguos

## Organización y autoridades
La Dirección Superior del IGS actualmente es dirigida por su rector Patricio Gaete Maureira. El Directorio del Instituto es presidido por José Manuel Mena, actual presidente de la Asociación de Bancos e Instituciones Financieras de Chile A.G. (ABIF), quien asumió dicho cargo en reemplazo de Segismundo Schulin-Zeuthen Serrano.
Participan también en el Dirección Superior el Consejo Académico del IGS, el cual se compone por un grupo de 9 consejeros provenientes del sector financiero. El  Consejo Académico tiene como objetivo generar orientación y asesoramiento en lo relativo a temas de educación en el área de las finanzas para que la institución educativa las lleve a la práctica docente y al desarrollo de competencias en sus estudiantes.

## Carreras  Técnicas y Profesionales/Programas de Capacitación
Carreras técnicas
A partir del año 2022 no hay Admisión, debido al proceso de cierre voluntario del Instituto. Niveles superiores se siguen impartiendo.
- Técnico Financiero*
- Contador de Empresas Financieras
- Técnico en Administración de Empresas Financieras

Carreras profesionales
A partir del año 2022 no hay  Admisión, debido al proceso de cierre voluntario del Instituto. Niveles superiores se siguen impartiendo.
- Ingeniería Financiera*
- Contador Auditor
- Ingeniería en Administración de Empresas Financieras*

Modalidad de estudios:
Todas las carreras se dictan en modalidad Presencial, en jornadas diurnas y vespertinas.
Existen algunas carreras en modalidad semipresencial(*) orientadas principalmente a trabajadores de instituciones financieras que necesitan flexibilidad horaria en el proceso de aprendizaje; que viven alejados de los centros de estudio y que buscan consolidar sus experiencias con un título profesional o técnico .

PROGRAMAS DE CAPACITACIÓN DE LA DIRECCIÓN DE FORMACIÓN CONTINUA:
Diseñamos y ejecutamos proyectos de capacitación que buscan impacto positivo en las personas y en los resultados de nuestros clientes. Contamos más de 90 años de experiencia en formación aplicada para  el sector bancario, financiero y empresarial. Mayor información en: https://formacioncontinua.isubercaseaux.cl/

## Sedes
- Santiago de Chile
  - Sede Huérfanos
  - Sede Agustinas
  - Sede Virtual Archivado el 30 de abril de 2019 en Wayback Machine.
- Viña del Mar
- Rancagua
- Concepción
- Temuco